# 골뱅이

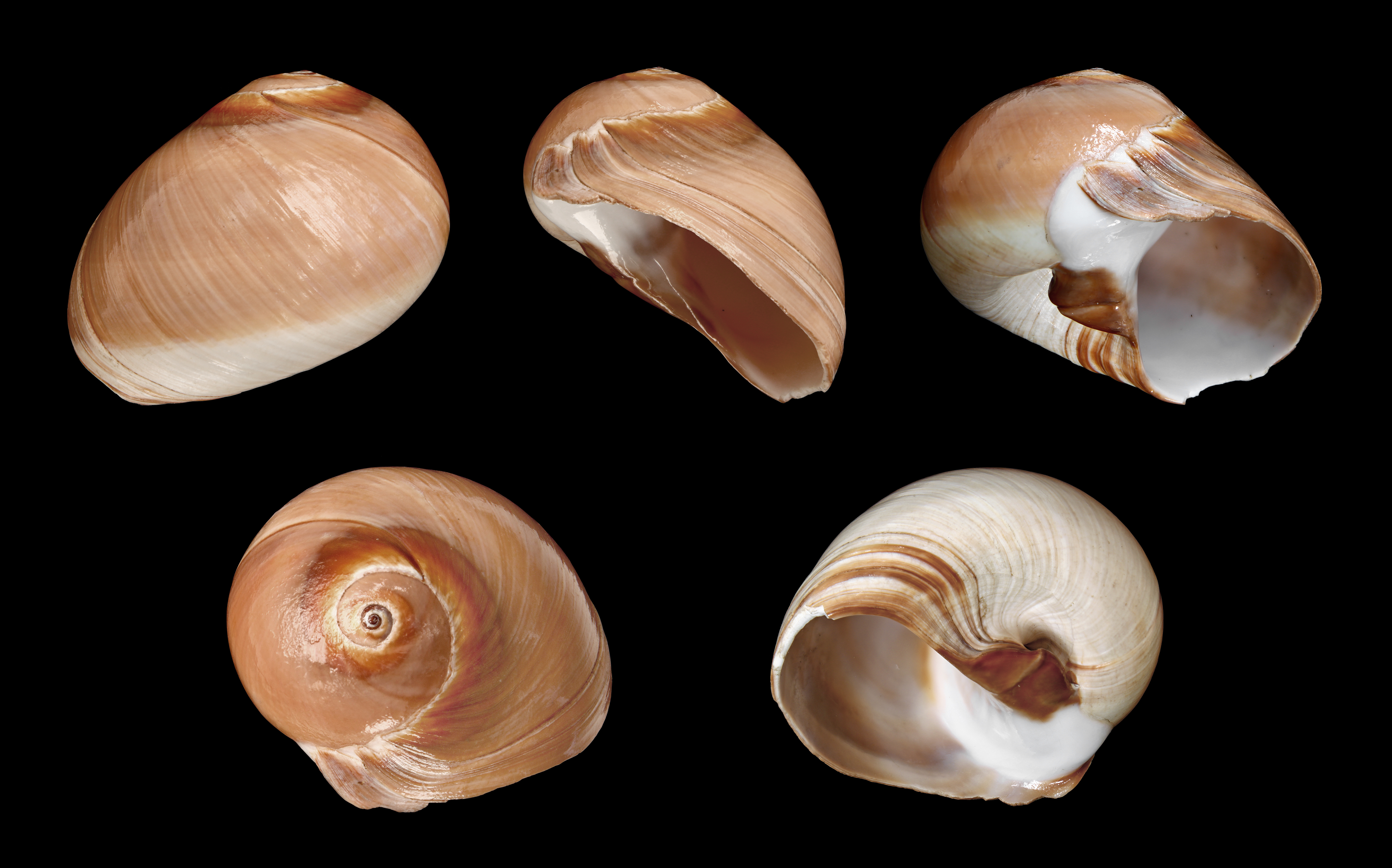

큰구슬우렁이는 흔히 골뱅이로 불리는, 복족류 고둥의 일종이다.

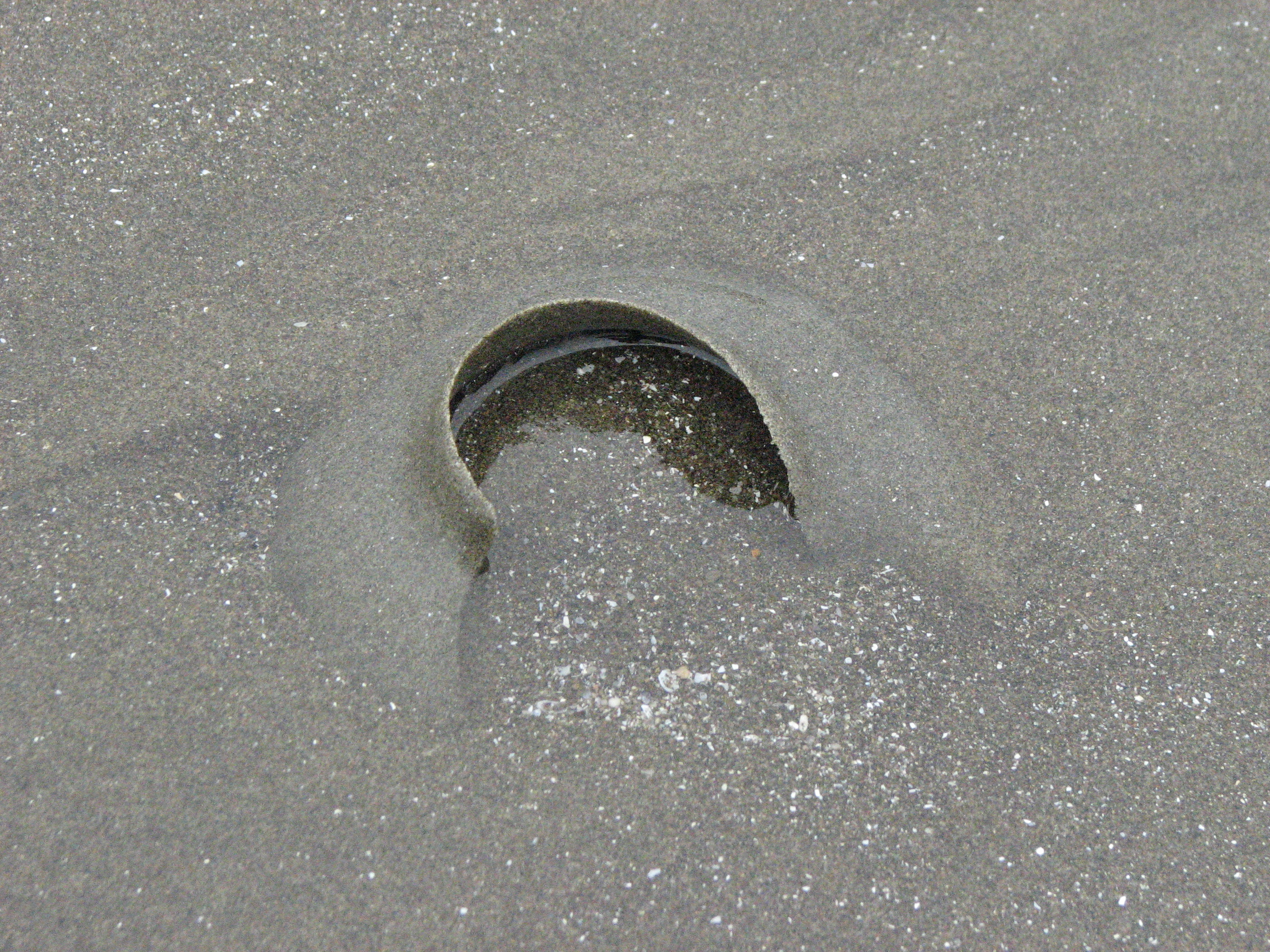

## 이용

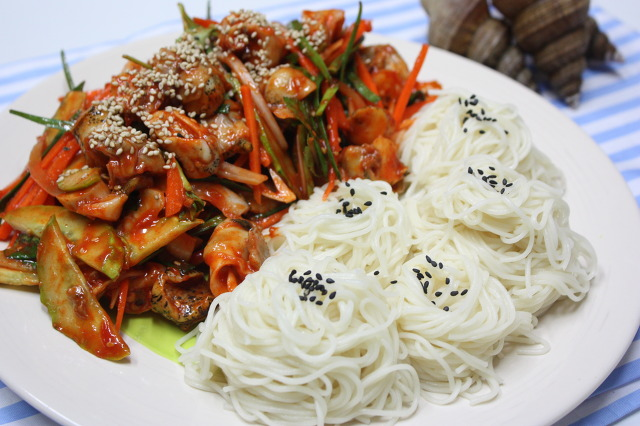
골뱅이 무침

큰구슬우렁이는 식용에도 쓰이며, 2008년 기준으로 전 세계 소비량 4700톤 가운데 4187 톤이 대한민국에서 소비된다. 대한민국에서는 흔히 골뱅이 무침 등으로 만들어 먹는다. 고단백, 저지방 식품으로 다이어트에 많이 애용되며 노화방지 효과도 있다.

## 같이 보기
- 골뱅이표(@)